# Клере
Клере (фр. Clérey) насеље је и општина у североисточној Француској у региону Шампањ-Арден, у департману Об која припада префектури Троа.
По подацима из 2011. године у општини је живело 1116 становника, а густина насељености је износила 59,39 становника/km². Општина се простире на површини од 18,79 km². Налази се на средњој надморској висини од 146 метара.

## Демографија
| 1962. | 1968. | 1975. | 1982. | 1990. | 1999. | 2011. |
| ----- | ----- | ----- | ----- | ----- | ----- | ----- |
| 799   | 802   | 788   | 825   | 865   | 930   | 1.116 |

График промене броја становника у току последњих година